# Baciv, Peremîșleanî
Baciv (în ucraineană Бачів) este o comună în raionul Peremîșleanî, regiunea Liov, Ucraina, formată numai din satul de reședință.

## Demografie
Componența lingvistică a comunei Baciv
     Ucraineană (99,82%)
     Alte limbi (0,18%)
Conform recensământului din 2001, majoritatea populației comunei Baciv era vorbitoare de ucraineană (99,82%), existând în minoritate și vorbitori de alte limbi.